# Anthony Lee
Anthony Dwain Lee (Redding, 17 de julio de 1961-Los Ángeles, 28 de octubre de 2000) fue un actor y dramaturgo estadounidense. Comenzó su carrera en la década de 1980, apareciendo en numerosas producciones teatrales y en papeles como invitado en televisión y en películas. 
En una fiesta de Halloween en octubre de 2000, Lee fue fatalmente baleado por un oficial de policía de Los Ángeles. La muerte de Lee y las circunstancias que lo rodean, cosecharon una significativa atención mediática nacional e internacional.

## Primeros años
Lee nació en Redding, California y creció en una familia de clase media en Sacramento, donde asistió a la Escuela Secundaria Valley. Cuando era adolescente, asistió a clases de la universidad de la comunidad para aliviar el aburrimiento y cumplir su intensa aptitud para aprender. Comenzó a actuar a la edad de 20 a través de una clase de actuación. Sus primeras producciones profesionales estaban en La Compañía de Teatro de Sacramento. Viajó a Ashland, Oregon y audicionó en el Festival de Shakespeare de Oregón en 1986.

## Muerte
El 28 de octubre de 2000, Lee estaba asistiendo a una fiesta de disfraces en Benedict Canyon en la mansión de un amigo conocida como «The Castle». Los Ángeles Times informó que en el pasado, Lee había usado una capa y máscara para las fiestas de Halloween. La policía informa que portaba una réplica de un .357 Magnum Desert Eagle de plástico. En algún momento alrededor de 1 a. m., dos agentes del Departamento de Policía de Los Ángeles, Terrill Hopper y Natalie Humpherys, respondieron a una queja de ruido en la residencia. Los dos fueron recibidos por un guardia de seguridad privado contratado por uno de los anfitriones de la fiesta. El guardia de seguridad llevó a los oficiales a la cocina y los dejó solos. 
El oficial Hopper disparó a través de una puerta de cristal nueve veces, hiriendo a Lee cuatro veces, una vez en la cabeza y tres en la espalda. Lee murió en la escena. El oficial Hopper posteriormente dijo que disparó su arma porque Lee apuntó con su arma y él no estaba al tanto de que el arma no era real.

## Filmografía
| Año  | Título                    | Papel                        | Notas                              |
| ---- | ------------------------- | ---------------------------- | ---------------------------------- |
| 1986 | Fortune Dane              | Agente Especial en el garaje | Episodio: "Fortune Dane"           |
| 1989 | At a Loose End?           | Montañés                     |                                    |
| 1991 | Face of a Stranger        | Doctor de emergencias        | Película de televisión             |
| 1996 | Dr. Quinn, Medicine Woman | Curtis Roper                 | Episode: "The Iceman Cometh"       |
| 1996 | American Strays           | Omar                         |                                    |
| 1996 | NYPD Blue                 | Jerome                       | Episodio: "Where's 'Swaldo"        |
| 1997 | The Second Civil War      | Steven Kingsley              | Película de HBO                    |
| 1997 | Liar Liar                 | Fred                         |                                    |
| 1997 | Brooklyn South            | Reverendo Basil Matheson     | 3 episodios                        |
| 1997 | The Magnificent Seven     | Guardia Phillips             | Episodio: "Inmate 78"              |
| 1998 | Arliss                    | Hermano de Dwayne            | Episodio: "The Family Trust"       |
| 1998 | Any Day Now               | Michael Gardner              | 2 episodios                        |
| 1999 | Chicago Hope              | John                         | Episodio: "From Here to Maternity" |
| 2000 | Little Richard            |                              | Película de televisión             |
| 2000 | ER                        | Sr. Florea                   | Episodio: "Rescue Me"              |